# Nội các Von Schleicher
Nội các Von Schleicher, đứng đầu bởi Thủ tướng Kurt von Schleicher, là chính phủ thứ 20 của Cộng hòa Weimar. Schleicher lên nắm quyền vào ngày 3 tháng 12 năm 1932 sau khi gây áp lực buộc người tiền nhiệm, Franz von Papen, phải từ chức. Nội các mới phần lớn được giữ nguyên từ thời Papen, bao gồm nhiều nhân vật độc lập thuộc phe cánh hữu và hai thành viên của Đảng Nhân dân Quốc gia Đức (DNVP) theo khuynh hướng dân tộc chủ nghĩa.
Là một tướng lĩnh của quân đội Reichswehr vừa mới nghỉ hưu trước khi trở thành Thủ tướng, Schleicher kỳ vọng sẽ làm suy yếu sức mạnh của Đảng Công nhân Đức Quốc gia Xã hội chủ nghĩa (Đảng Quốc xã) bằng cách chia rẽ nội bộ họ và lôi kéo một số thành viên gia nhập chính phủ. Tuy nhiên, các nỗ lực thương lượng với Đảng Quốc xã của Schleicher đều thất bại.
Trong thời gian ngắn tại chức, Schleicher đã triển khai một chương trình xây dựng công cộng nhằm giảm tỷ lệ thất nghiệp, bước đi có tác động tích cực trong bối cảnh kinh tế khó khăn. Đồng thời, Schleicher cũng đẩy mạnh các nỗ lực ngoại giao nhằm chấm dứt những hạn chế vũ trang mà Đức bị áp đặt sau Thế chiến thứ nhất.
Tuy nhiên, vị thế của Schleicher nhanh chóng bị đe dọa khi von Papen, bị Schleicher lật đổ trước đó, liên kết với Adolf Hitler nhằm hạ bệ ông. Khi Schleicher yêu cầu Tổng thống Paul von Hindenburg tuyên bố tình trạng khẩn cấp để duy trì quyền lực, Hindenburg từ chối. Không còn sự ủng hộ chính trị, Schleicher buộc phải từ chức.
Chỉ hai ngày sau, vào ngày 30 tháng 1 năm 1933, Adolf Hitler được bổ nhiệm làm Thủ tướng, mở đường cho sự sụp đổ của Cộng hòa Weimar và sự lên ngôi của chế độ Đức Quốc xã.

## Bổ nhiệm
Trong cuộc Bầu cử liên bang tháng 11 năm 1932, Đảng Quốc xã giành được ít ghế hơn so với cuộc bầu cử trước, nhưng Thủ tướng Franz von Papen vẫn không thể đảm bảo được một Quốc hội (Reichstag) ổn định, đủ khả năng ngăn chặn một cuộc bỏ phiếu bất tín nhiệm khác đối với chính phủ của mình. Nỗ lực đàm phán của Papen với Adolf Hitler cũng thất bại.
Dưới áp lực của Kurt von Schleicher, Papen buộc phải từ chức vào ngày 17 tháng 11 và thành lập một chính phủ lâm thời. Papen tiết lộ với nội các rằng kế hoạch của mình là yêu cầu ban bố thiết quân luật để có thể cai trị đất nước như một nhà độc tài.
Tuy nhiên, trong cuộc họp nội các ngày 2 tháng 12, Tướng Eugen Ott – một cộng sự của Schleicher – thông báo với Papen rằng các cuộc diễn tập quân sự của Reichswehr cho thấy không thể duy trì trật tự nếu xảy ra một cuộc nổi dậy đồng loạt của cả phe Quốc xã lẫn phe Cộng sản. Nhận thấy Schleicher đang chuẩn bị thay thế mình, Papen yêu cầu Tổng thống Paul von Hindenburg bãi nhiệm Schleicher khỏi chức Bộ trưởng Reichswehr. Tuy nhiên, thay vì đồng ý, Hindenburg lại bổ nhiệm Schleicher làm Thủ tướng mới.

## Thành lập nội các
Schleicher hy vọng có thể thành lập được một liên minh đa số trong Reichstag bằng cách lôi kéo Đảng Quốc xã tham gia chính phủ của mình. Ngày 23 tháng 11 năm 1932, Schleicher đề nghị trao cho Hitler chức Phó Thủ tướng trong nội các mới. Tuy nhiên, nhóm "cực đoan" trong Đảng Quốc xã, đứng đầu là Hitler, yêu cầu phải nắm toàn bộ quyền lực tổng thống. Trong khi đó, cũng có một số thành viên thực dụng trong đảng, tiêu biểu là Gregor Strasser, sẵn sàng thỏa hiệp với Schleicher trên những điều kiện ít tuyệt đối hơn.
Sự chia rẽ này nằm trong kế hoạch của Schleicher nhằm làm suy yếu Đảng Quốc xã bằng cách hình thành một liên minh rộng rãi (Querfront) tập hợp những nhóm ủng hộ chế độ độc tài. Trong các cuộc đàm phán với những đảng khác trong Reichstag, Schleicher thậm chí còn ngỏ ý rằng có thể hợp tác với Đảng Quốc xã nếu điều kiện cho phép. Schleicher còn đề nghị trao cho Strasser chức Phó Thủ tướng kiêm Thủ hiến bang Phổ.
Tuy nhiên, sau một cuộc gặp đầy căng thẳng với Hitler, Strasser từ chức khỏi Đảng Quốc xã vào ngày 8 tháng 12. Điều này khiến phe "cực đoan" do Hitler lãnh đạo hoàn toàn kiểm soát đảng, và mọi hy vọng lôi kéo Đảng Quốc xã vào nội các Schleicher sụp đổ.
Schleicher muốn cứu vãn và củng cố hệ thống "chính phủ tổng thống" đã bắt đầu từ thời Heinrich Brüning, trong đó các Thủ tướng như Brüning và Papen từng cai trị bằng cách lách qua Reichstag, dựa vào sắc lệnh khẩn cấp theo Điều 48 của Hiến pháp Weimar. Khi kế hoạch chia rẽ Đảng Quốc xã thất bại, Schleicher hy vọng thuyết phục Tổng thống Hindenburg ban bố tình trạng khẩn cấp, từ đó trì hoãn bầu cử và cho ông thêm thời gian để ổn định chính quyền.
Khi tiếp quản nội các Papen, Schleicher chỉ thay đổi ba vị trí: Franz Brachtư (trước đó là bộ trưởng không bộ) thay Wilhelm von Gayl làm Bộ trưởng Nội vụ, và Friedrich Syrup thay Hugo Schäffer làm Bộ trưởng Lao động. Cũng như nội các Papen, thành viên nội các Schleicher chủ yếu là các nhân vật độc lập, chỉ có hai người thuộc Đảng Nhân dân Quốc gia Đức (DNVP).

## Bộ trưởng

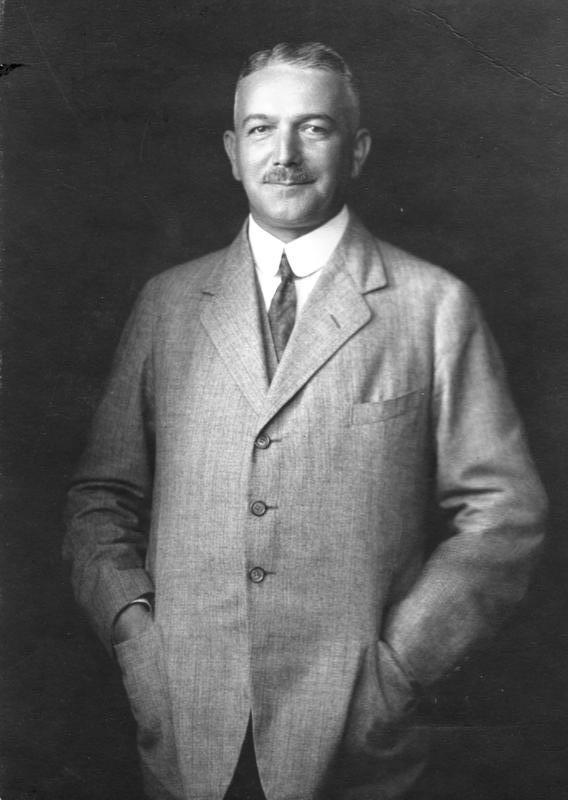
Konstantin von Neurath (Ind.), Bộ trưởng Bộ Ngoại giao

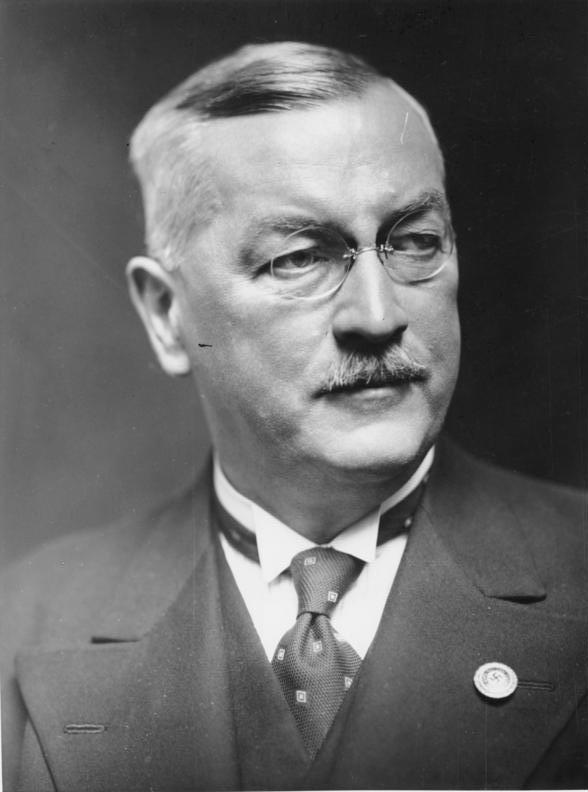
Franz Gürtner (DNVP), Bộ trưởng Bộ Tư pháp

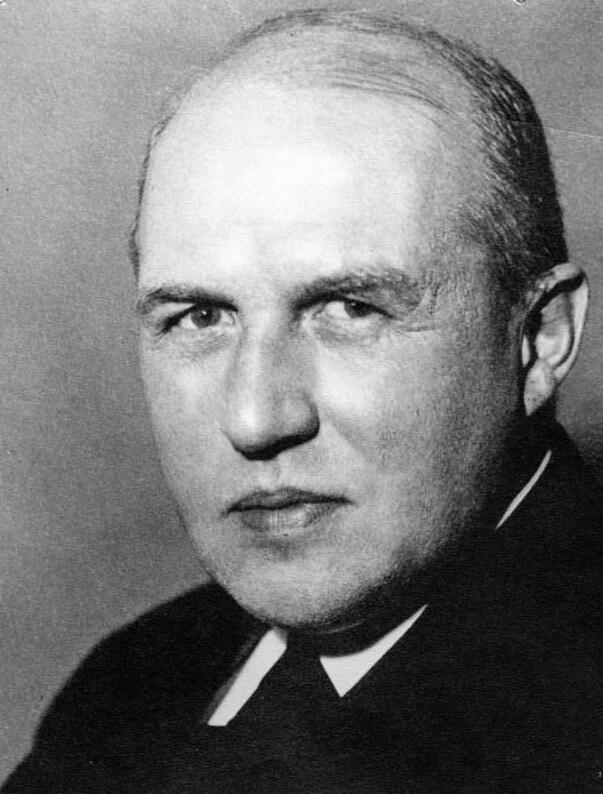
Friedrich Syrup (Ind.), Bộ trưởng Bộ Lao động

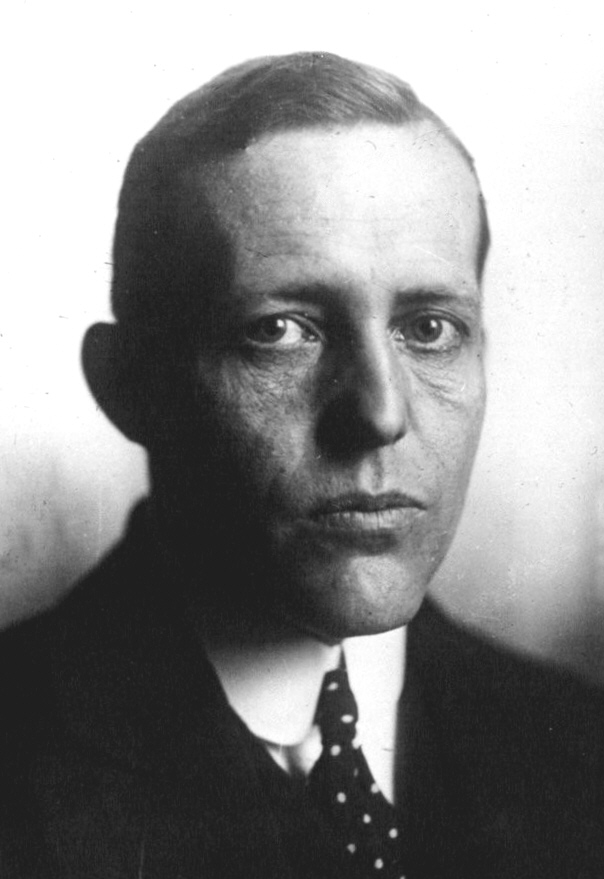
Lutz Graf Schwerin von Krosigk (Ind.), Bộ trưởng Bộ Tài chính

Nội các bao gồm các bộ trưởng sau:
| Chức vụ                            | Chức vụ                         | Bổ nhiệm            | Miễn nhiệm          | Đảng | Đảng                       |
| ---------------------------------- | ------------------------------- | ------------------- | ------------------- | ---- | -------------------------- |
| Thủ tướng                          | Kurt von Schleicher             | 3 tháng 12 năm 1932 | 30 tháng 1 năm 1933 |      | Không đảng phái            |
| Phó Thủ tướng                      | Khuyết                          | –                   | –                   |      |                            |
| Bộ trưởng Bộ Ngoại giao            | Konstantin von Neurath          | 3 tháng 12 năm 1932 | 30 tháng 1 năm 1933 |      | Không đảng phái            |
| Bộ trưởng Bộ Nội vụ                | Franz Bracht                    | 3 tháng 12 năm 1932 | 30 tháng 1 năm 1933 |      | Không đảng phái            |
| Bộ trưởng Bộ Tư pháp               | Franz Gürtner                   | 3 tháng 12 năm 1932 | 30 tháng 1 năm 1933 |      | Đảng Nhân dân Quốc gia Đức |
| Bộ trưởng Bộ Lao động              | Friedrich Syrup                 | 3 tháng 12 năm 1932 | 30 tháng 1 năm 1933 |      | Không đảng phái            |
| Bộ trưởng Bộ Reichswehr            | Kurt von Schleicher             | 3 tháng 12 năm 1932 | 30 tháng 1 năm 1933 |      | Không đảng phái            |
| Bộ trưởng Bộ Kinh tế               | Hermann Warmbold                | 3 tháng 12 năm 1932 | 30 tháng 1 năm 1933 |      | Không đảng phái            |
| Bộ trưởng Bộ Tài chính             | Lutz Graf Schwerin von Krosigk  | 3 tháng 12 năm 1932 | 30 tháng 1 năm 1933 |      | Không đảng phái            |
| Bộ trưởng Nông nghiệp và Thực phẩm | Magnus Freiherr von Braun       | 3 tháng 12 năm 1932 | 30 tháng 1 năm 1933 |      | Đảng Nhân dân Quốc gia Đức |
| Bộ trưởng Bộ Giao thông            | Paul Freiherr von Eltz-Rübenach | 3 tháng 12 năm 1932 | 30 tháng 1 năm 1933 |      | Không đảng phái            |
| Bộ trưởng Bộ Bưu chính             | Paul Freiherr von Eltz-Rübenach | 3 tháng 12 năm 1932 | 30 tháng 1 năm 1933 |      | Không đảng phái            |
| Ủy viên Đế chế phụ trách Việc làm  | Günther Gereke                  | 3 tháng 12 năm 1932 | 30 tháng 1 năm 1933 |      | Không đảng phái            |
| Bộ trưởng không bộ                 | Johannes Popitz                 | 3 tháng 12 năm 1932 | 30 tháng 1 năm 1933 |      | Không đảng phái            |

1. ↑  Bracht trước đây thuộc Đảng Trung dung
2. ↑  Gereke là một ủy viên chứ không phải là một bộ trưởng. Vì việc tạo việc làm là ưu tiên hàng đầu của nội các Schleicher, nên người đứng đầu Bộ Việc làm có một ghế trong nội các.

## Chính sách chính
Trong tuyên bố nhậm chức, Schleicher nhấn mạnh rằng tạo việc làm sẽ là mục tiêu chính của chính phủ ông. Thông qua một chương trình xây dựng công cộng, đến tháng 7 năm 1933 đã có khoảng hai triệu người thất nghiệp được đưa trở lại làm việc.
Trong khi hầu hết các quốc gia châu Âu đang tăng thuế quan như một phần nỗ lực phục hồi sau cuộc Đại Suy thoái, Schleicher lại tỏ ra thiếu quyết đoán về vấn đề này. Sự chần chừ của Schleicher khiến tầng lớp địa chủ lớn tại các tỉnh phía đông nước Đức — bao gồm cả Tổng thống Hindenburg — vô cùng bất mãn, bởi họ mong muốn tăng thuế quan đối với hàng nông sản để bảo vệ lợi ích của mình. Sự bất mãn này đã góp phần đáng kể làm suy yếu vị thế chính trị của Schleicher.
Trên trường quốc tế, tại Hội nghị Giải trừ Quân bị ở Geneva, Schleicher đã nỗ lực nhằm bãi bỏ các hạn chế quân sự mà Đức phải chịu theo Hiệp ước Versailles. Schleicher tin tưởng rằng thỏa thuận về việc công nhận Đức có "địa vị bình đẳng" với các cường quốc khác sẽ cho phép quốc gia này tái vũ trang và xây dựng lại lực lượng quân sự.ref>"Das Kabinett von Schleicher: Innen-, Außen- und Wehrpolitik in ihrer wechselseitigen Verflechtung" [The von Schleicher Cabinet: Domestic, Foreign and Defence Policy in their Mutual Interdependence]. Das Bundesarchiv (bằng tiếng Đức). Truy cập ngày 9 tháng 8 năm 2023.</ref>

## Bãi nhiệm
Papen, cay cú vì bị Schleicher buộc từ chức Thủ tướng, đã có ít nhất hai cuộc gặp với Hitler vào tháng 1 năm 1933, trong đó họ cùng lên kế hoạch lật đổ Schleicher và thành lập một chính phủ mới do Hitler, Papen và Đảng Quốc xã lãnh đạo.
Khi Schleicher phát hiện ra sự hợp tác này, Schleicher lập tức trình bày với Tổng thống Hindenburg kế hoạch ban bố tình trạng khẩn cấp nhằm cứu vãn chính phủ của mình. Tuy nhiên, thông tin về ý định này bị rò rỉ ra ngoài, khiến các đảng trung dung và cánh tả trong Reichstag vô cùng phẫn nộ. Sau khi bị phản đối dữ dội, Schleicher buộc phải rút lại yêu cầu.
Đồng thời, các lực lượng bảo thủ vốn chống Đảng Quốc xã cũng quay sang chỉ trích Schleicher. Vì không muốn thực hiện một hành động vi hiến rõ ràng như tuyên bố tình trạng khẩn cấp và giải tán Reichstag, Tổng thống Hindenburg một lần nữa từ chối hỗ trợ Schleicher.
Mất đi gần như toàn bộ sự ủng hộ, Schleicher buộc phải từ chức vào ngày 28 tháng 1 năm 1933, dọn đường cho Adolf Hitler lên nắm quyền Thủ tướng ngay sau đó.